# Grégoire Chamayou
Grégoire Chamayou (Paris, 1976) é um filósofo e pesquisador do Centro Nacional de Pesquisa Científica (CNRS) desde 2010. Publicou, além de Teoria do Drone, em 2013, a obra Les corps vils - expérimenter sue lés êtres humains aux XVIII et XIX siècles (2008) e Les Chasses à l'homme (2010).